# Vietri di Potenza
Vietri di Potenza är en ort och kommun i provinsen Potenza i regionen Basilicata i Italien. Kommunen hade 2 787 invånare (2017).